# Koiliaris
 (janvier 2016).
Si vous disposez d'ouvrages ou d'articles de référence ou si vous connaissez des sites web de qualité traitant du thème abordé ici, merci de compléter l'article en donnant les références utiles à sa vérifiabilité et en les liant à la section « Notes et références ».
 (août 2015).
La Koiliaris est un fleuve côtier de Crète, en Grèce.

## Géographie
Elle prend sa source dans les Lefká Óri avant de descendre vers Stylos et se jeter dans la mer à Kalyvès. Sa longueur totale est de 36 km.

## Histoire
Dans l'Antiquité, la rivière portait le nom de Pyktos.